# Publius Licinius Crassus (Legat)
Publius Licinius Crassus († Juni 53 v. Chr. bei Carrhae) war der jüngere Sohn des römischen Politikers Marcus Licinius Crassus Dives aus der Familie der Licinier.

## Gallischer Krieg
Crassus kämpfte 58 v. Chr. als praefectus equitum (Reiterführer) unter Gaius Iulius Caesar gegen den Suebenkönig Ariovist. In der Entscheidungsschlacht veranlasste er den Einsatz der Reserve (Caesar, De bello Gallico 1, 52: „Während der Feind auf dem linken Flügel geworfen und in die Flucht gejagt wurde, setzte er uns infolge seiner zahlenmäßigen Überlegenheit auf dem rechten Flügel hart zu. Als dies der Reiterführer Publius Crassus der Jüngere bemerkte – er hatte einen freieren Ausblick als die, welche im Kampfe standen –, schickte er die dritte Linie unseren schwerbedrängten Leuten zu Hilfe.“). Bei den Römern galt dieses Verhalten als schweres militärisches Vergehen, hatte doch der Prokonsul alleine das Kommando auf dem Schlachtfeld. Nur er durfte den Befehl zum Angriff geben.
57 v. Chr. machte Caesar Crassus zum Legaten und Kommandanten der 7. Legion, mit der er an der Nordküste Galliens (heutige Normandie und Bretagne) operierte. 56 v. Chr. unterwarf Crassus Aquitanien. Er war neben Titus Labienus einer der fähigsten Legaten Caesars in Gallien.

## Partherkrieg
55 v. Chr. heiratete Crassus Cornelia Metella, die Tochter des Quintus Caecilius Metellus Pius Scipio. 54 v. Chr. schloss er sich mit 1000 Reitern seinem Vater in Syrien an, der dort ein großes Heer für seinen Partherkrieg zusammengezogen und den Euphrat überschritten hatte. Er hatte jedoch die Kampfstärke der Parther unterschätzt. Insbesondere die parthische Reiterei mit den berittenen Bogenschützen, die selbst in vollem Galopp sehr treffsicher waren, setzten den auf Nahkampf gedrillten römischen Legionären hart zu (siehe Parthisches Manöver). Im Juni 53 v. Chr. fiel Publius Licinius Crassus in der Schlacht bei Carrhae. Laut Plutarch beging er im Angesicht der drohenden Niederlage Selbstmord. Sein Vater wurde wenige Tage später nach einem Verrat getötet.
Nach dem Tode des Publius Licinius Crassus heiratete Gnaeus Pompeius Magnus dessen Witwe Cornelia Metella. Publius Licinius Crassus war seit frühester Jugend eng mit dem späteren Konsul Marcus Tullius Cicero befreundet.